# Melanomya acerba
Melanomya acerba är en tvåvingeart som först beskrevs av Johann Wilhelm Meigen 1838.  Melanomya acerba ingår i släktet Melanomya och familjen spyflugor. Inga underarter finns listade i Catalogue of Life.